# 439e brigade de lance-roquettes de la Garde
La 439e brigade de lance-roquettes de la Garde (en russe : 439-я гвардейская реактивная артиллерийская бригада, abrégé en russe : 439 гв. реабр), de son nom complet la 439e brigade de lance-roquettes de la Garde Perekopskaïa, de l'ordre de Koutouzov (en russe : 439-я гвардейская реактивная артиллерийская Перекопская ордена Кутузова бригада) est une brigade d'artillerie des troupes de missiles et d'artillerie des forces terrestres russes (n° d'unité 48315).
La brigade fait partie du district militaire sud, basée à Znamensk, dans l'oblast d'Astrakhan.

## Historique
L'histoire de l'unité remonte à la création de la 30e brigade de mortiers de la Garde Perekopskaïa de l'ordre de Koutouzov de la 4e division de mortiers de la Garde opérationnelle sur le front de l'Est à partir de 1943.
La formation de la division a lieu du 5 au 23 décembre 1942 à Moscou. Selon un ordre du ministère de la Défense, la brigade rejoint la division à partir d'août 1943. Elle est alors armée de systèmes de lances-roquettes multiples BM-13. 
Elle entre en service actif en république socialiste soviétique d'Ukraine, notamment en Crimée et à Zaporijjia. Ses hommes participent à la prise de Berlin et à la libération de Prague. Pendant les années de guerre, 1 044 soldats de l'unité ont reçu des ordres et des médailles.
Selon le ministère de la Défense, la brigade fit partie de l'armée d'active du 10 janvier 1943 au 29 mai 1943, du 3 octobre 1943 au 31 mai 1944 et du 17 décembre 1944 au 9 mai 1945. En 1945, la 4e division de mortiers est dissoute.
En 1973, la 30e brigade de la Garde est renommée 110e division d'artillerie de la Garde du district militaire du Caucase du Nord, en garnison dans la ville de Bouïnaksk.
En 1993, la 110e division d'artillerie est réorganisée en 439e brigade de lance-roquettes de la Garde.
D'octobre 1999 à mars 2003, des artilleurs participent à l'invasion du Daghestan et à la seconde guerre de Tchétchénie. 150 militaires de la brigade ont reçu des décorations.
Au sein de la 49e armée, la brigade participe à l'invasion russe de l'Ukraine à partir de février 2022. En septembre, l'unité participe à la seconde bataille de Kherson. Elle est armée de lances-roquettes multiples BM-30 Smertch de calibre 300 mm.

## Composition en 1989
Composition de la 110e division d'artillerie de la Garde du district militaire du Caucase du Nord,:
- QG (Bouïnaksk)
- 825e régiment d'artillerie d'obusiers (Bouïnaksk) (48 D-30)
- 888e régiment d'artillerie d'obusiers lourds (Bouïnaksk) (48 D-20)
- 913e régiment d'artillerie de canons (Bouïnaksk) (48 2A36)
- 928e régiment d'artillerie de missiles de la Garde (Bouïnaksk) (48 Hurricane)
- 712e régiment d'artillerie antichar (Bouïnaksk)
- 262e brigade d'artillerie d'obusiers lourds (Bouïnaksk)